# Meguro (Tokio)

Ligging van Meguro.

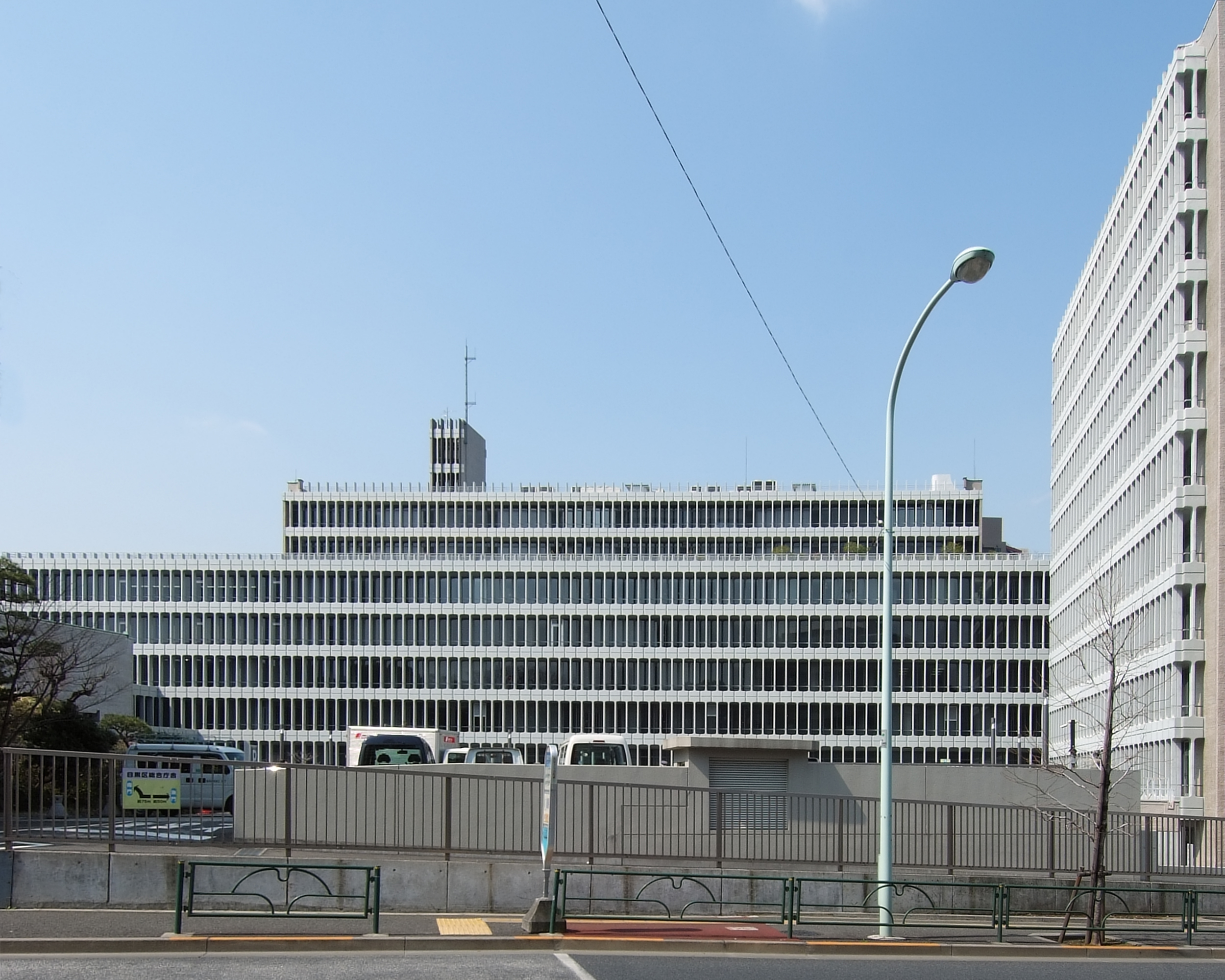
Het stadhuis van Meguro

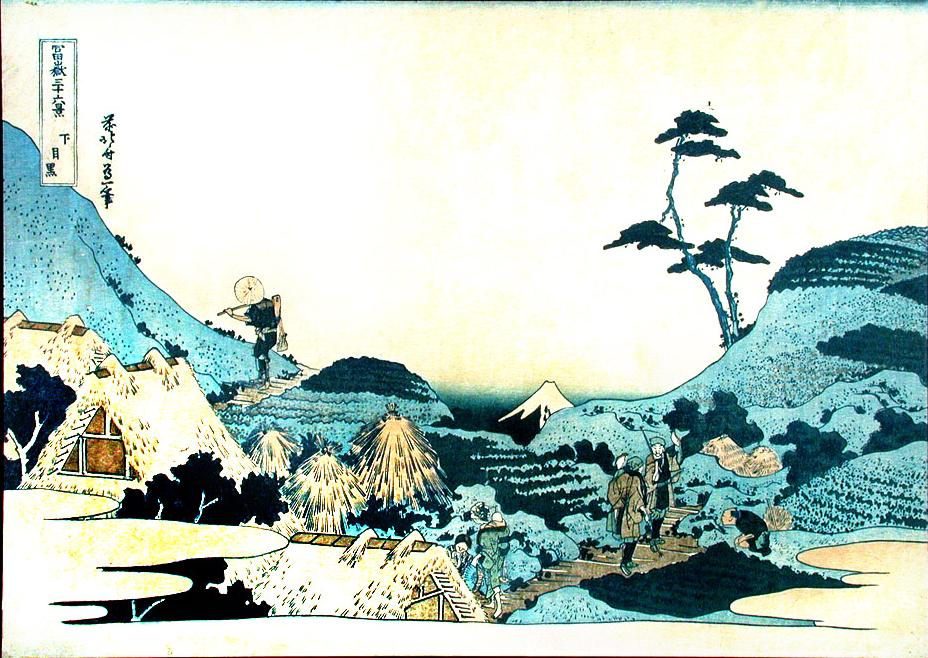
De berg Fuji gezien vanuit Shimomeguro (Landschap met twee valkeniers, Ukiyo-e van Hokusai)

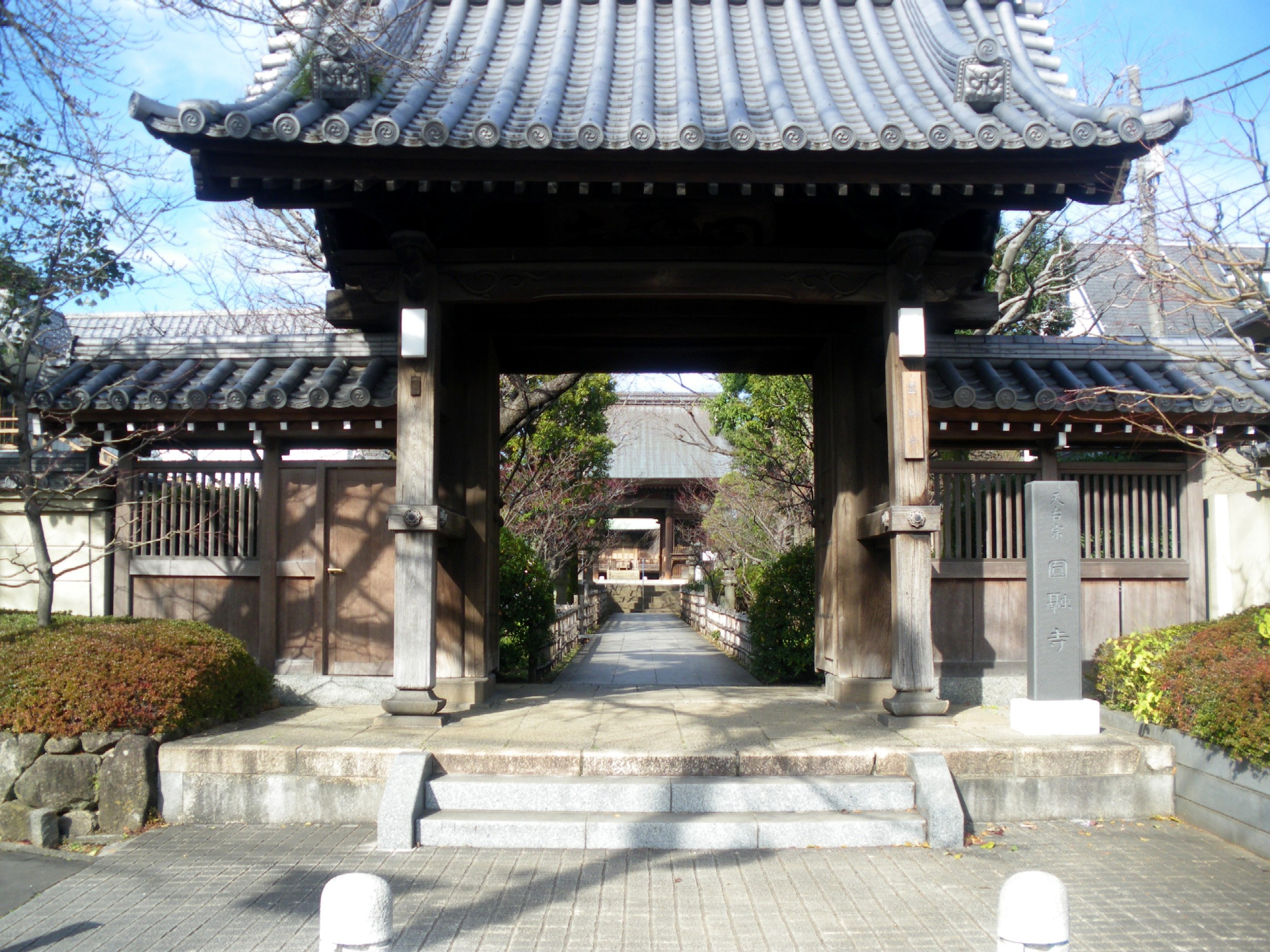
Enyū-ji

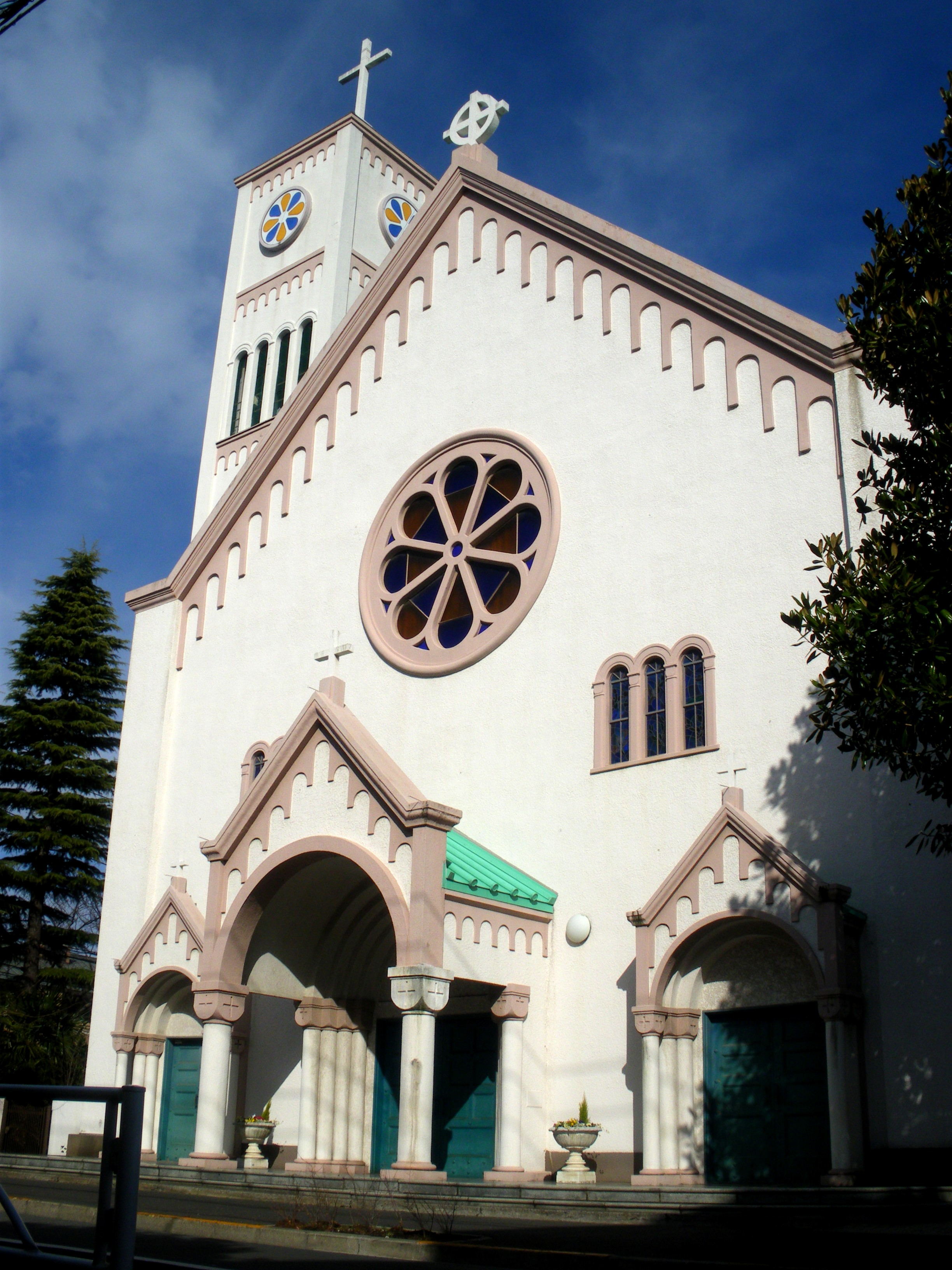
Katholieke kerk van Himonya

Meguro (Japans: 目黒区, Meguro-ku) is een van de 23 speciale wijken van Tokio. Meguro heeft het statuut van stad en noemt zich in het Engels ook  Meguro City. Op 1 mei 2009 had de stad 269.531 inwoners. De bevolkingsdichtheid bedroeg 18.340 inw./km². De oppervlakte van de stad is 14,70 km².
Op het grondgebied van Meguro bevinden zich 14 ambassades en een ereconsulaat.

## Geografie
Meguro grenst aan Shibuya in het noordoosten, Setagaya in het westen, Ōta in het zuiden en Shinagawa in het zuidwesten.

## Geschiedenis
In juli 1932 werd de stad Tokio uitgebreid met verschillende districten. Het aantal wijken steeg van 20 naar 35 wijken. De wijk Meguro ontstond op 1 oktober 1932 uit de fusie van de gemeenten Meguro (目黒町,Meguro-machi) en Hibusuma (碑衾町, Hibusuma-machi) van het district Ebara. In 1947 kreeg Meguro het statuut van speciale wijk van Tokio.

## Politiek
Meguro heeft een gemeenteraad die bestaat uit 36 verkozen leden. De burgemeester van Meguro is Aoki Eiji, een onafhankelijke. Hij werd in 2004 voor het eerst verkozen. In 2008 werd hij herkozen. Hij geniet de steun van de Liberaal-Democratische Partij en Nieuw-Komeito.
De zetelverdeling van de gemeenteraad is als volgt (1 juli 2008) :
| Partij                          | Aantal zetels |
| ------------------------------- | ------------- |
| Liberaal-Democratische Partij   | 14            |
| Democratische Partij            | 7             |
| Communistische Partij van Japan | 5             |
| Onafhankelijke groep Meguro     | 4             |
| Nieuw-Komeito                   | 3             |
| Onafhankelijken                 | 3             |

## Wijken en Buurten
Meguro is onderverdeeld in 5 bestuurlijke stadsdelen (地区,chiku) :
- Kita (Noord) (北部地区,Kita-chiku)
  - Komaba - Ōhashi - Aobadai - Higashiyama
- Oost  (東部地区)
  - Kamimeguro - Nakameguro - Meguro - Shimomeguro - Mita - Yūtenji
- Centraal ¨(中央地区, Chūō-chiku)
  - Gohongi - Chūōchō - Takaban - Nakachō - Himonya- Megurohonchō - Haramachi - Senzoku- Minami
- West (南部地区)
  - Higashigaoka - Yakumo - Kakinokizaka
- Zuid  (西部地区)
  - Tairamachi - Nakane - Jiyūgaoka - Midorigaoka - Ōokayama

## Onderwijs
In Meguro liggen de campus Komaba van de Universiteit van Tokio en de campus Ōokayama van het Tokyo Institute of Technology (東京工業大学, Tōkyō Kōgyō Daigaku) .

## Verkeer

### Weg

#### Autosnelweg
- Shuto-autosnelweg
- Shuto-autosnelweg 3 (Shibuya-lijn)

#### Autoweg
- Autoweg 246,naar Chiyoda of Numazu

#### Prefecturale weg
Meguro ligt aan de prefecturale wegen 246, 312 en 416 en aan de prefecturale Ringwegen 317, 318 en 426

### Trein
- Tōkyū
  - Tōyoko-lijn, van Naka-Meguro, Yūtenji, Gakugei Daigaku, Toritsu Daigaku of Jiyūgaoka naar Shibuya of Yokohama
  - Ōimachi-lijn, van Jiyūgaoka, Midorigaoka of Ōokayama naar Shinagawa of Setagaya
  - Meguro-lijn, van Ōokayama of Senzoku naar Station Meguro of Station Musashi-Kosugi
  - Den’entoshi-lijn, van Ikejiri-Ōhashi naar Shibuya of Yamato
- Keiō
  - Inokashira-lijn, van Komaba-Tōdai-mae naar Shibuya of Musashino

### Metro
- Tokyo Metro
  - Hibiya-lijn, van Naka-Meguro naar Adachi

### Bus
- Toei Bus
- Tokyu Bus

## Bezienswaardigheden
- Fotografiemuseum Tokio
- Het kunstmuseum van Meguro (目黒区美術館, Meguro-ku bijutsukan)[7]
- Het Olympisch park in Komazawa (駒沢オリンピック公園,Komazawa Orinpikku kōen)
- Ōtori-jinja, een shintoschrijn[8]
- Himonya Hachimangū, een shintoschrijn voor Hachiman
- Yūtenji, een tempel van het Zuiver Land-boeddhisme
- Enyū-ji, een boeddhistische tempel van de Tendai-school
- Katholieke kerk van Himonya[9]

## Geboren in Meguro
- Hiroko Sakurai (桜井浩子,Sakurai Hiroko) (4 maart 1946) een actrice
- Takatoshi Kaneko (金子貴俊; 17 januari 1978) , een acteur bekend van de film Azumi
- Waka Inoue (井上 和香, Inoue Waka; 13 mei 1980) een Japans idol (アイドル, aidoru) en actrice.

## Partnersteden
Meguro heeft een stedenband met:
- District Chongwen van de Chinese hoofdstad Peking (sinds 1991)[10]